# Sinead Boucher
Sinead Boucher est une journaliste néo-zélandaise originaire d'Irlande du Nord. Commençant sa carrière au journal The Press, à Christchurch en 1993, elle en devient rédactrice en chef adjointe en 2003. En 2007, elle intègre la branche numérique du journal qui devient Stuff.
Elle est nommée rédactrice en chef du site web en 2017. Lors de la pandémie de Covid-19, les recettes publicitaires s'effondrent et le site est menacé de fermeture par Nine Entertainment, propriétaire depuis 2018. Sinead Boucher propose alors de racheter le site pour un dollar et en devient propriétaire. Elle propose peu après la mise en place d'une participation des salariés aux résultats de l'entreprise.

## Jeunesse
Née en Irlande du Nord de Mary et Sean, Sinead déménage en Nouvelle-Zélande avec ses parents en 1974, alors qu'elle a trois ans. Devenue adulte, elle effectue tout d'abord un séjour en Irlande, puis commence en 1992 ses études de journalisme à l'Aoraki Polytechnic (en).

## Carrière journalistique
Sinead devient en 1993 journaliste dans le quotidien The Press, à Christchurch. En 1999, elle déménage avec son futur mari Mark Boucher à Londres et travaille pour le bureau d'information du Times, le Financial Times et Reuters. En 2003, le couple retourne en Nouvelle-Zélande et Sinead devient rédactrice en chef adjointe de The Press,.
En 2007, Sinead Boucher commence son travail chez Stuff, qui n'est à l'époque qu'une annexe de la presse écrite, en tant que rédactrice numérique du groupe. Elle devient par la suite rédactrice exécutive du groupe et enfin, en 2017, directrice générale en succédant à Simon Tong ,,. Lors de la fusion entre Fairfax Media, propriétaire de Stuff, et Nine Entertainment, elle estime que celle-ci est le meilleur moyen de protéger le journalisme néo-zélandais, et déplore à cette occasion que la commission du commerce ne tienne pas compte de la concurrence faite au journalisme par Google et Facebook notamment,.

## Rachat de Stuff
Le site Stuff est relativement rentable jusqu'au début de la pandémie de Covid-19 ; celle-ci met très fortement à mal ses recettes publicitaires. À cette époque, le site emploie environ neuf cents personnes dont quatre cents journalistes. Le personnel accepte temporairement une réduction de salaire de quinze pour cent ; Sinead Boucher baisse le sien de quarante pour cent.
Devant les difficultés de Stuff, la rédactrice en chef propose à Hugh Marks, directeur général de Nine Entertainment, d'acquérir le site pour un dollar ; le 25 mai 2020, elle rachète le site et devient directrice générale de la nouvelle société. Elle affirme à cette occasion vouloir développer un modèle de participation des salariés,. Le holding créé à cette occasion pour gérer la gestion financière est nommé kenepuru Holdings, du nom de la baie de Kenepuru sur les bords de laquelle la famille Boucher possède une maison.
À cette occasion, Chris Janz, directeur du numérique et de l'édition de Nine, et en tant que tel ancien supérieur direct de Sinead Boucher, déclare qu'elle « est la personne idéale pour diriger le navire, elle a toutes les qualités d'un grand leader, elle est décisive tout en étant consultative, elle est transparente, elle prend conseil et elle a montré qu'elle pouvait rester calme pendant une période incroyablement troublante pour le secteur ».

## Vie privée
Mariée à Mark Boucher, elle est mère d'une fille, Harriette, née en 2003, et un fils, Ben, né en 2008. Son mari a choisi d'être père au foyer afin que sa femme puisse consacrer du temps à sa carrière professionnelle.